# Schachbalkaniade
Die Schachbalkaniade ist ein Schachturnier, das zum ersten Mal im Jahr 1946 in Belgrad ausgetragen wurde.
Die Schachspieler mit den meisten Teilnahmen an Schachbalkaniaden sind Florin Gheorghiu (fünfzehnmal), Mihail-Viorel Ghindă und Iwan Radulow (beide vierzehnmal).
Ab 1977 (mit Ausnahme 1988) gab es auch eine Frauen-Schachbalkaniade.
Außerdem fanden Jugendwettbewerbe statt, bei denen zahlreiche spätere Spitzenspieler, u. a. der spätere Weltmeister Wesselin Topalow zu frühen Erfolgen kamen.

## Sieger
|     |      |                 | Turnier der Herren | Turnier der Herren | Turnier der Herren | Turnier der Damen | Turnier der Damen | Turnier der Damen |
| Nr. | Jahr | Stadt           | Platz 1            | Platz 2            | Platz 3            | Platz 1           | Platz 2           | Platz 3           |
| --- | ---- | --------------- | ------------------ | ------------------ | ------------------ | ----------------- | ----------------- | ----------------- |
| 1   | 1946 | Belgrad         | Jugoslawien        | Bulgarien          | Rumänien           |                   |                   |                   |
| 2   | 1947 | Sofia           | Ungarn             | Jugoslawien        | Bulgarien          |                   |                   |                   |
| 3   | 1971 | Athen           | Rumänien           | Bulgarien          | Jugoslawien        |                   |                   |                   |
| 4   | 1972 | Sofia           | Jugoslawien        | Bulgarien          | Rumänien           |                   |                   |                   |
| 5   | 1973 | Poiana Brașov   | Bulgarien          | Rumänien           | Jugoslawien        |                   |                   |                   |
| 6   | 1974 | Poreč           | Bulgarien          | Rumänien           | Jugoslawien        |                   |                   |                   |
| 7   | 1975 | Istanbul        | Jugoslawien        | Bulgarien          | Rumänien           |                   |                   |                   |
| 8   | 1976 | Athen           | Jugoslawien        | Bulgarien          | Rumänien           |                   |                   |                   |
| 9   | 1977 | Albena          | Rumänien           | Jugoslawien        | Bulgarien          | Jugoslawien       | Bulgarien         | Rumänien          |
| 10  | 1978 | Băile Herculane | Jugoslawien        | Rumänien           | Bulgarien          | Rumänien          | Bulgarien         | Jugoslawien       |
| 11  | 1979 | Bihać           | Jugoslawien        | Bulgarien          | Rumänien           | Bulgarien         | Rumänien          | Jugoslawien       |
| 12  | 1980 | Istanbul        | Jugoslawien        | Rumänien           | Bulgarien          | Bulgarien         | Rumänien          | Jugoslawien       |
| 13  | 1981 | Athen           | Jugoslawien        | Rumänien           | Bulgarien          | Bulgarien         | Rumänien          | Jugoslawien       |
| 14  | 1982 | Plowdiw         | Bulgarien          | Jugoslawien        | Rumänien           | Bulgarien         | Rumänien          | Jugoslawien       |
| 15  | 1983 | Băile Herculane | Jugoslawien        | Bulgarien          | Rumänien           | Bulgarien         | Rumänien          | Jugoslawien       |
| 16  | 1984 | Skopje          | Jugoslawien        | Bulgarien          | Rumänien           | Bulgarien         | Rumänien          | Jugoslawien       |
| 17  | 1985 | Iraklio         | Jugoslawien        | Rumänien           | Bulgarien          | Rumänien          | Jugoslawien       | Bulgarien         |
| 18  | 1986 | Sofia           | Bulgarien          | Jugoslawien        | Rumänien           | Bulgarien         | Rumänien          | Jugoslawien       |
| 19  | 1988 | Kaštela         | Bulgarien          | Jugoslawien        | Rumänien           |                   |                   |                   |
| 20  | 1990 | Kavala          | Jugoslawien        | Rumänien           | Bulgarien          | Jugoslawien       | Rumänien          | Bulgarien         |
| 21  | 1992 | Mangalia        | Griechenland       | Bulgarien          | Rumänien           | Griechenland      | Rumänien          | Bulgarien         |
| 22  | 1993 | Ankara          | Bulgarien          | Griechenland       | Rumänien           | Bulgarien         | Rumänien          | Griechenland      |
| 23  | 1994 | Warna           | Bulgarien          | Jugoslawien        | Griechenland       | Bulgarien         | Griechenland      | Jugoslawien       |